# Klinkerhafenbrücke
Die Klinkerhafenbrücke ist eine stählerne Brücke bei Oranienburg. Auf ihr überquert die Bahnstrecke Berlin-Karow–Fichtengrund den Oder-Havel-Kanal. Sie wurde im Jahr 1942 eröffnet, nach 1945 abgebaut und 1950 behelfsmäßig wieder aufgebaut. Die nicht mehr ausreichende Behelfskonstruktion wurde 1986 erneuert. Die 1999 stillgelegte Bahnstrecke diente vor allem dem Güterverkehr und militärischen Zwecken und war eine Entlastungsstrecke für den Bahnhof Oranienburg. Die Fachwerkbrücke steht als Zeugnis der Technikgeschichte seit dem Jahr 2010 unter Denkmalschutz.

## Lage
Die Balkenbrücke liegt am Oder-Havel-Kanal (Kanal-Kilometer 29,665) etwa einen Kilometer südöstlich des Oranienburger Ortsteils Friedrichsthal im Landkreis Oberhavel in Brandenburg. Die Stadt Oranienburg befindet sich etwa drei Kilometer südwestlich. Über die Brücke verläuft in Ost-West-Richtung die eingleisige Bahnstrecke Berlin-Karow–Fichtengrund (Streckenkilometer 72,1). Unmittelbar westlich der Brücke verzweigt die Strecke sich in zwei Äste, welche im Bahnhof Fichtengrund etwa einen Kilometer westlich in die Berliner Nordbahn münden.

## Geschichte und Namensgebung

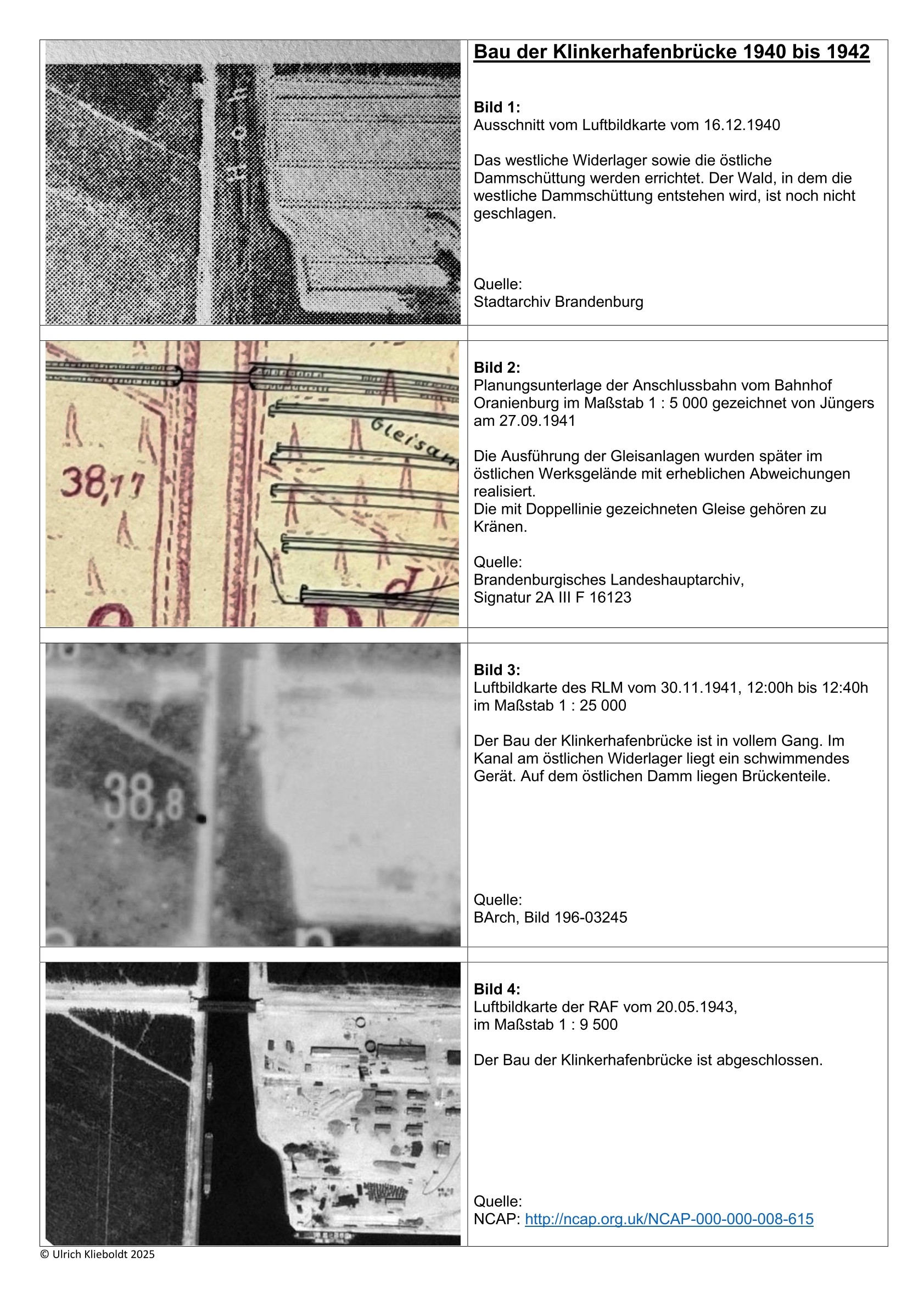
Bau der Kinkerhafenbrücke 1940 bis 1942 anhand von Luftbildern rekonstruiert

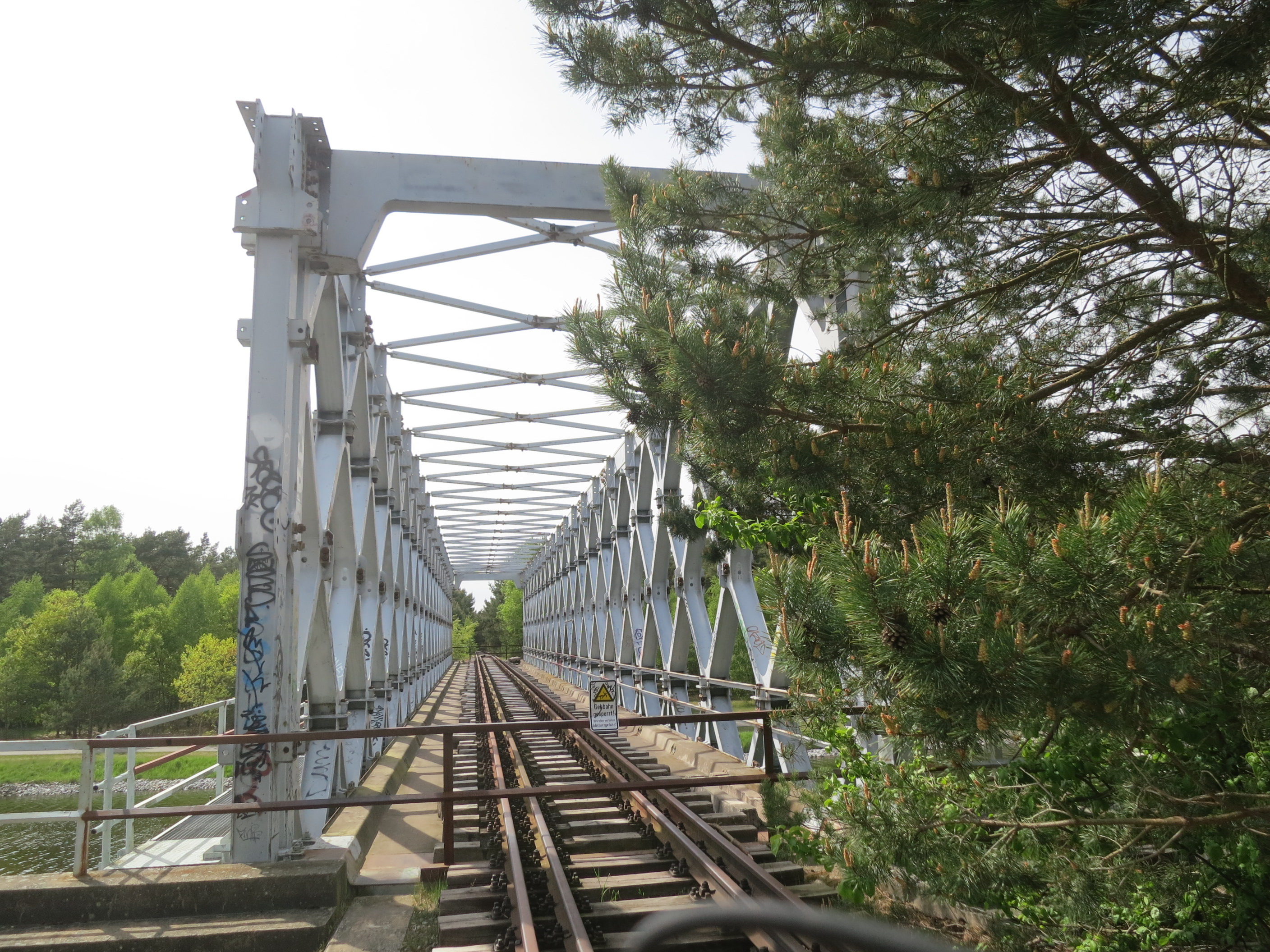
Gesperrte Brücke im Mai 2015

Die erste Eisenbahnüberführung über den Großschifffahrtsweg in diesem Bereich wurde von etwa 1940 bis 1942 errichtet. In dieser Zeit wurde eine Anschlussbahn zum Klinkerwerk Oranienburg, eine der seinerzeit größten Fabriken zur Herstellung von Backstein, und angeschlossenen Rüstungsbetrieben gebaut. Das Klinkerwerk war eine Außenstelle des KZ Sachsenhausen. Tausende Häftlinge mussten im Werk Zwangsarbeit leisten. Zum Werk gehörte in dessen nördlichem Teil ein Hafen. Vom Klinkerhafen leitet sich der Name der Brücke ab.
Nach Kriegsende bauten sowjetische Truppen das Klinkerwerk ab, auch die Anschlussbahn wurde demontiert. Deren Trasse wird von einem Teilstück der 1950 eröffneten Bahnstrecke Berlin-Karow–Fichtengrund genutzt. Der Kanal wurde mit einem Roth-Waagner-Brückengerät von 60 Metern Stützweite überbrückt.
Im Sommer 1986 wurde die Brücke durch den heute bestehenden Neubau ersetzt.
Nach der deutschen Wiedervereinigung, 1990 ließ die Verkehrsbedeutung der Bahnstrecke nach. 1996 wurde der Güterverkehr eingestellt und die Strecke (mit Ausnahme einiger Sonderfahrten im Jahr 1998) gesperrt, im Jahr 1999 wurde die Strecke stillgelegt. Die Gleise im Bereich der Brücke liegen noch.
Im Jahr 2010 wurde die Brücke unter Denkmalschutz gestellt.

## Beschreibung

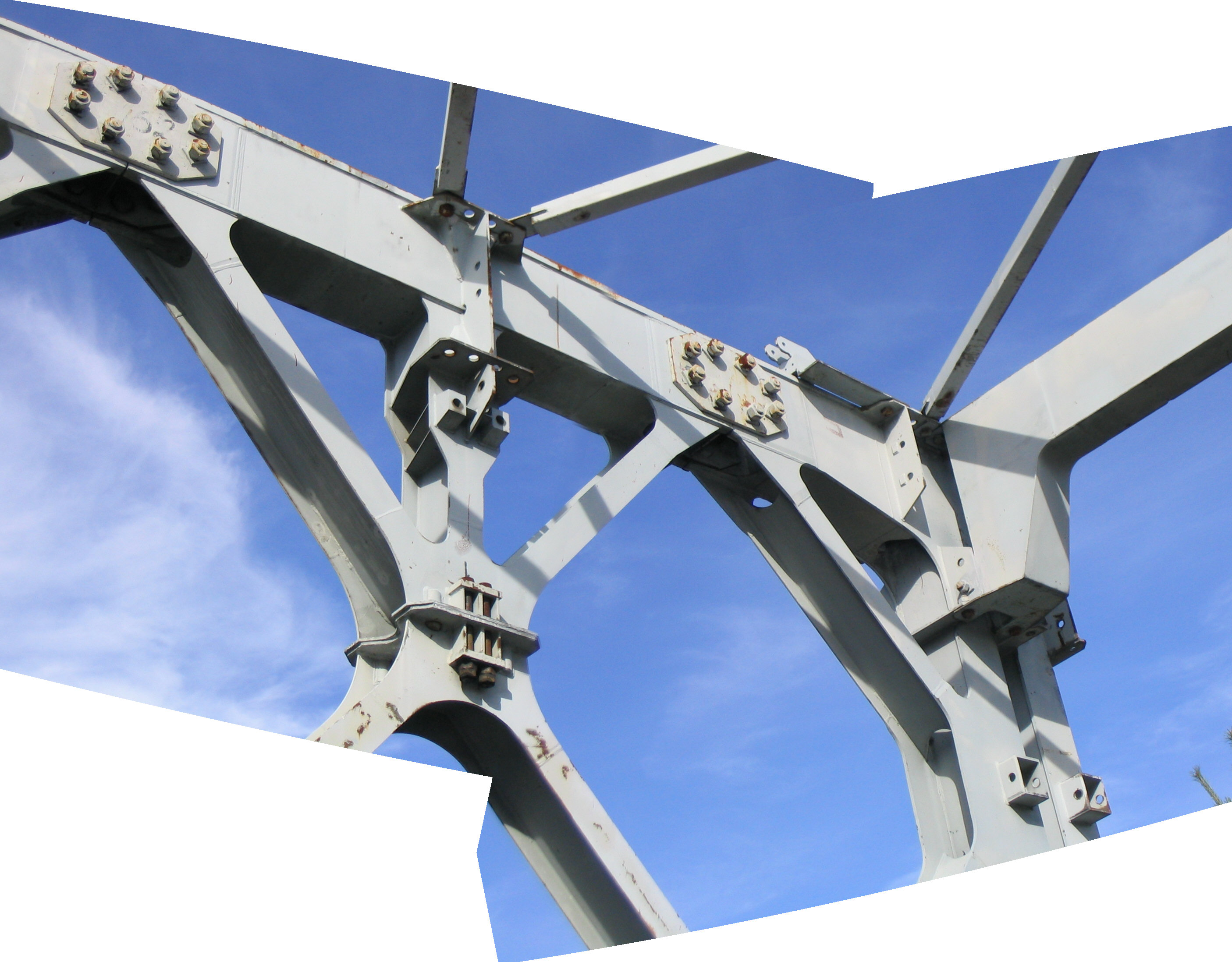
Detail der Konstruktion

Die Brücke ist ein mobiles Gerät vom Typ ESB 66, die Abkürzung bezeichnet eine Eisenbahn- und Straßen-Brücke mit maximal 66 Metern Stützweite. Dieser Typ einer Behelfsbrücke war in der DDR unter strenger Geheimhaltung seit 1976 entwickelt worden. Die Brücke ist ein zweistöckiger Bau aus stählernem Fachwerk mit einer Stützweite von 60 Metern, das in montiertem Zustand als Gitterbrücke bezeichnet werden kann. Vermutlich entwickelten Ingenieure der Brückenmeisterei Dresden das Bauwerk, hergestellt wurde sie im Stahlbau Dessau.
Im Jahr 1982 begannen Eisenbahnbautruppen mit der ersten Erprobung des Brückengeräts, die zunächst nur den Aufbau von vier Feldern mit einer Länge von je 6 m umfasste. 1983 wurde in Walddrehna im Stammobjekt der Eisenbahnbautruppen die 207 t schwere Brücke in voller Länge aufgebaut und anschließend wieder abgebaut. Das Brückengerät wurde danach eingelagert.
Im Sommer 1986 ersetzten Spezialisten die bisherige Behelfsbrücke am Klinkerhafen, die nur noch mit 10 km/h befahrbar war, während einer mehrmonatigen Streckensperrung. Die ESB-66-Brücke wurde hier mit nur 60 m Länge aufgebaut und am 23. Juli 1986 eingeschwommen. Sie war für eine Fahrgeschwindigkeit von maximal 60 km/h zugelassen und sollte einer Langzeiterprobung unterzogen werden.
Bei der Brücke handelt es sich um das einzige fertiggestellte Projekt ihrer Art. Auf der Südseite der Brücke verläuft ein Fußweg, der mittlerweile gesperrt wurde.
Die ESB 66 ist wohl eine Weiterentwicklung der SE-Brücken. Im Unterschied zu diesen hat sie Knotenschrauben, die längs statt quer zur Trägerachse laufen sowie geschweißte Knoten.